# Аристон (тиран)
Аристон (др.-греч. Άρίστον) — тиран Византия в конце VI века до н. э.
По мнению Г. Берве, до 513 года до н. э. Византий вряд ли был подвластен державе Ахеменидов. Тиранию в городе установил либо сам Аристон, либо его предшественник, возможно, с помощью персов из соседнего Халкидона, желавших иметь послушного вассала на другой стороне Босфора. Не исключено, что в подчинении Аристона в итоге оказались оба города. Хотя, как отмечают О. Л. Габелко и  Э. В. Рунг, указанные полисы на тот момент всё же являлись самостоятельными политическими единицами.
Во время предпринятого царём Дарием I в 513 году до н. э. похода против скифов Аристон вместе с другими греческими правителями охранял мост через Дунай. Как и остальные тираны, за исключением Мильтиада, он, узнав от скифов о затруднениях ахеменидского войска, согласился с мнением Гистиея из Милета, что им следует дождаться Дария, так как они правят в своих городах благодаря персам.
В это время восстали жители и Византия, и Халкидона. Поэтому на обратном пути Дарий был вынужден осуществлять переправу через Геллеспонт. Через несколько лет, около 511 года до н. э., персидский военачальник Отана покорил отпавшие города. Однако исторические источники не сообщают, было ли возобновлено правление Аристона с последующим очередным падением его власти во время Ионийского восстания. Также неизвестно, был ли после этого в Византий вновь поставлен тиран.